# 小行星6144
小行星6144（英語：6144 Kondojiro）是一颗围绕太阳公转的小行星。1994年3月14日，圓舘金、渡邊和郎在北见发现了此天体。
这颗小行星的绝对星等为95.65057691614004等。